# Tomales Bay
Tomales Bay is een smalle baai van de Stille Oceaan in de Amerikaanse staat Californië. Ze is ongeveer 25 kilometer lang en gemiddeld een mijl (1,6 km) breed. De baai scheidt het vasteland van Marin County van het schiereiland Point Reyes en vormt zo de oostgrens van de Point Reyes National Seashore. Tomales Bay geeft uit op Bodega Bay. De baai is gevormd door een rift van de San Andreasbreuk.
Plaatsen langs de baai zijn Inverness, Inverness Park, Point Reyes Station en Marshall. Kleinere nederzettingen zijn Spengers, Duck Cove, Shallow Beach en Vilicichs. Dillon Beach ligt ten noorden van de monding en Tomales ten oosten ervan.

## Natuur
Bij de ondertekening van de Conventie van Ramsar in 1971 werd Tomales Bay erkend als een watergebied van internationaal belang.
Verschillende kleine gebieden aan de baai, zowel ten westen als ten oosten, werden opgenomen in het Tomales Bay State Park dat in 1952 voor het publiek opende. In 1962 werd het schiereiland Point Reyes, inclusief grote delen van de westelijke oever van Tomales Bay, beschermd als de Point Reyes National Seashore. De draslanden in het uiterste zuiden van de baai vallen onder het Tomales Bay Ecological Reserve. Kleine stukken op de oostelijke oever vallen onder de Golden Gate National Recreation Area. Het domein van het Marconi Conference Center, een historisch radiostation annex hotel, is sinds 1984 in het bezit van de staat Californië en maakt nu deel uit van het Marconi Conference Center State Historic Park.

## Economie
De oesterteelt is een belangrijke tak van de economie in de baai. In de heuvels ten oosten van de vallei grazen koeien van plaatselijke melkveebedrijven. Ook in het westen, in de National Seashore, wordt gegraasd, met name op geleased parkland. Er is relatief veel watertoerisme in Tomales Bay: kajakken en varen met zeil- en motorboten.

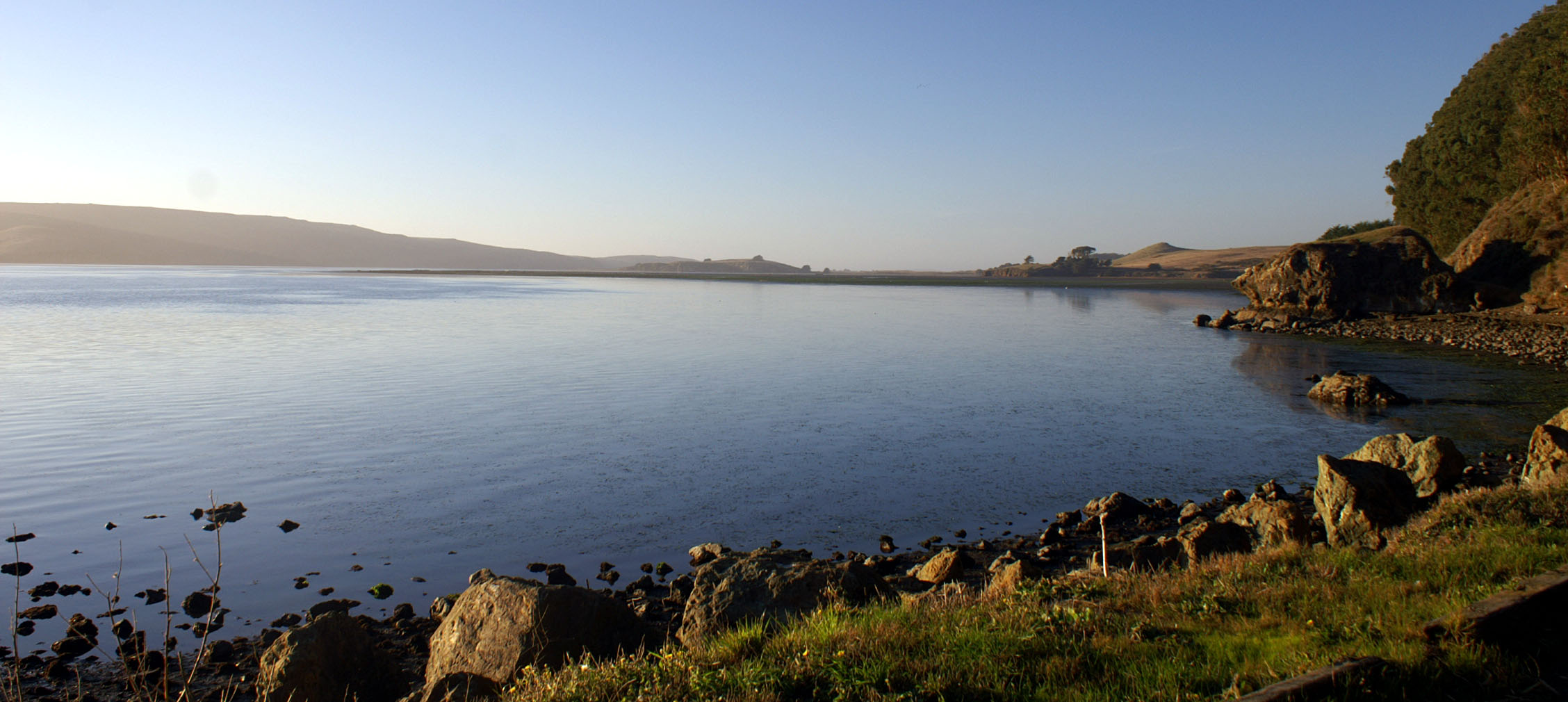
Zicht op Tomales Bay richtig noorden